# Miss Mary
Miss Mary es una película argentina de 1986, dirigida por María Luisa Bemberg y protagonizada por Julie Christie, Nacha Guevara, Luisina Brando, Eduardo Pavlovsky, Gerardo Romano e Iris Marga. Se estrenó el 31 de julio de 1986.

## Sinopsis
La acción se desarrolla en una inmensa estancia argentina y se inicia en el verano de 1938. Es la historia de una familia en la que sus integrantes, alejados de la realidad que se aproxima, sordos a los rumores de un mundo que va cambiando sus estructuras, e indiferentes a todo lo que no sea ellos mismos y un poco a la manera de los personajes de Chejov, sueñan un sueño del que despertarán abruptamente con la llegada de Juan Domingo Perón en 1945. Todas estas circunstancias, transcurridas entre 1938 y 1945 (en coincidencia con la Década Infame, 1930-1943), son recordadas por una singular mujer, la institutriz inglesa Miss Mary, personaje representado por Julie Christie.

## Reparto
- Julie Christie como Mary Mulligan
- Nacha Guevara como Mecha
- Eduardo Pavlovsky como Alfredo
- Gerardo Romano como Ernesto
- Iris Marga como Mamá Victoria
- Guillermo Battaglia como Abuelo
- Barbara Bunge como Teresa (niña)
- Donald McIntyre como Johnny
- Sofía Viruboff como Carolina
- Luisina Brando como Perla
- Alberto Busaid como Don Mateo
- Georgina Parpagnoli como Angelita
- Richardo Hanglin
- Carlos Pamplona
- Nora Zinski como Teresa (adulta)
- Regina Lamm
- Anne Henry
- Sandra Ballesteros
- Anita Larronde
- Alfredo Quesada
- Oswaldo Flores
- Tessi Gilligan
- Carlos Usay
- Óscar López
- Susana Verón
- Alberto Marty
- Beatriz Thibaudin
- Laura Feal
- Lidia Cortínez
- Juan Palomino
- Facundo Zuviría
- Lila Di Palma
- Mercedes Van Gelderen
- Paula María Muschietti
- Julio César Srur

## Producción
Muchas de las escenas que muestran el interior y exterior de una gran casona de campo de estilo neo-tudor fueron filmadas en la estancia San Simón, ubicada en el partido de Maipú (Provincia de Buenos Aires).